# Stanley B. Prusiner
Stanley Benjamin Prusiner (Des Moines, 28 mei 1942) is een Joods-Amerikaanse neuroloog en biochemicus aan de Universiteit van Californië te San Francisco (UCSF). Hij kreeg in 1997 de Nobelprijs voor Fysiologie of Geneeskunde voor zijn ontdekking van de prionen, een klasse van besmettelijke ziekteverwekkende eiwitten, die onder andere de gekke-koeienziekte BSE, scrapie en de ziekte van Creutzfeldt-Jakob kunnen veroorzaken.

## Biografie
Prusiner werd geboren in Des Moines, Iowa, als zoon van Mariam (Spigel) en Lawrence Prusiner, een architect. Hij bracht zijn jeugd door in Des Moines en Cincinnati, waar hij naar de Walnut Hills High School ging. Hij studeerde scheikunde aan de Universiteit van Pennsylvania, behaalde zijn M.D. aan de University of Pennsylvania School of Medicine en promoveerde er in 1968. Hij voltooide daarna een stage medicijnen aan de Universiteit van Californië, San Francisco.
Na zijn studies ging Prusiner werken aan het National Institutes of Health, waar hij zich bezighield met de studie van E. coli in het laboratorium van Earl Stadtman. Na drie jaar bij het NIH, keerde hij terug naar de UCSF om zijn stage af te ronden. In 1974 werd hij op de universiteit lid van de faculteit neurologie. Sindsdien heeft hij verschillende posities gehad op de faculteit. In 1980 werd hij aldaar benoemd tot hoogleraar in de neurologie.
In 1992 werd Prusiner verkozen tot lid van de National Academy of Sciences.

## Werk
Begin jaren 1970 begon Prusiner aan zijn onderzoek om de oorzaak te achterhalen van de ziekte van Creutzfeldt-Jakob, waarvan wetenschappers vermoedden dat dit werd veroorzaakt door een onbekend, nog niet ontdekt virus of bacterie. Dit werd nog eens benadrukt doordat de Nobelprijs in 1976 werd uitgereikt aan de Amerikaanse arts Daniel Gajdusek voor zijn theorie dat kuru, een aan Creutzfelt-Jacob verwante hersenziekte, werd veroorzaakt door een virus.
De doorbraak kwam in 1982 toen Prusiner in het vakblad Science een artikel publiceerde met de ontdekking dat niet een virus, schimmel of bacterie verantwoordelijk waren voor deze tot dan toe onbegrijpelijke ziektes, maar infectueuze eiwitten. Voor deze eiwitten introduceerde hij de term prion, een samentrekking voor proteinaceous infectious particle. Zelfs nadat het prion het jaar erop positief werd geïdentificeerd in Prusiners laboratorium zou het bijna tien jaar duren voordat deze nieuwe ziekteverwekker algemeen werd geaccepteerd. De reden was dat zijn idee dwars tegen het heersende dogma inging, namelijk dat alle besmettelijke ziekten ontstaan door dragers van erfelijk materiaal, zoals virussen en bacteriën. Aangezien eiwitten noch DNA, noch RNA bevatten, werd het onmogelijk geacht dat zij een infectie konden veroorzaken.
Het onderzoek naar prionen kwam in een stroomversnelling terecht toen eind jaren 1990 een aantal jonge Britten waren overleden aan een nieuwe variant van Creutzfeldt-Jacob door, naar wat later bleek, de consumptie van vlees van runderen met boviene spongiforme encefalopathie (BSE), ook wel de gekkekoeienziekte genoemd.
Behalve de Nobelprijs ontving Prusiner voor zijn werk ook de Albert Lasker Award voor basaal medisch onderzoek in 1994, de Potamkinprijs, de Wolfprijs voor medisch onderzoek en de Gairdner Foundation Award.
1901: Behring · 
1902: Ross · 
1903: Finsen · 
1904: Pavlov · 
1905: Koch · 
1906: Golgi, Ramón y Cajal · 
1907: Laveran · 
1908: Mechnikov, Ehrlich · 
1909: Kocher · 
1910: Kossel · 
1911: Gullstrand · 
1912: Carrel · 
1913: Richet ·
1914: Bárány · 
1919: Bordet · 
1920: Krogh · 
1922: Hill, Meyerhof · 
1923: Banting, Macleod · 
1924: Einthoven ·
1926: Fibiger · 
1927: Wagner-Jauregg · 
1928: Nicolle · 
1929: Eijkman, Hopkins · 
1930: Landsteiner · 
1931: Warburg · 
1932: Sherrington, Adrian · 
1933: Morgan · 
1934: Whipple, Minot, Murphy · 
1935: Spemann · 
1936: Dale, Loewi · 
1937: Szent-Györgyi · 
1938: Heymans · 
1939: Domagk · 
1943: Dam, Doisy · 
1944: Erlanger, Gasser · 
1945: Fleming, Chain, Florey · 
1946: Muller · 
1947: C. Cori, G. Cori, Houssay · 
1948: Müller · 
1949: Hess, Moniz · 
1950: Kendall, Reichstein, Hench · 
1951: Theiler · 
1952: Waksman · 
1953: Krebs,Lipmann ·
1954: Enders, Weller, Robbins · 
1955: Theorell · 
1956: Cournand, Forssmann, Richards · 
1957: Bovet · 
1958: Beadle, Tatum, Lederberg · 
1959: Ochoa, Kornberg · 
1960: Burnet, Medawar · 
1961: Békésy · 
1962: Crick, Watson, Wilkins · 
1963: Eccles, Hodgkin, Huxley · 
1964: Bloch, Lynen · 
1965: Jacob, Lwoff, Monod · 
1966: Rous, Huggins · 
1967: Granit, Hartline, Wald · 
1968: Holley, Khorana, Nirenberg · 
1969: Delbrück, Hershey, Luria · 
1970: Katz, Euler, Axelrod · 
1971: Sutherland · 
1972: Edelman, Porter · 
1973: Frisch, Lorenz, Tinbergen · 
1974: Claude, De Duve, Palade · 
1975: Baltimore, Dulbecco, Temin ·
1976: Blumberg, Gajdusek · 
1977: Guillemin, Schally, Yalow · 
1978: Arber, Nathans, Smith · 
1979: Cormack, Hounsfield · 
1980: Benacerraf, Dausset, Snell · 
1981: Sperry, Hubel, Wiesel · 
1982: Bergström, Samuelsson, Vane · 
1983: McClintock · 
1984: Jerne, Köhler, Milstein · 
1985: Brown, Goldstein · 
1986: Cohen, Levi-Montalcini · 
1987: Tonegawa · 
1988: Black, Elion, Hitchings · 
1989: Bishop, Varmus · 
1990: Murray, Thomas · 
1991: Neher, Sakmann · 
1992: Fischer, Krebs · 
1993: Roberts, Sharp · 
1994: Gilman, Rodbell · 
1995: Lewis, Nüsslein-Volhard, Wieschaus · 
1996: Doherty, Zinkernagel · 
1997: Prusiner · 
1998: Furchgott, Ignarro, Murad · 
1999: Blobel · 
2000: Carlsson, Greengard, Kandel ·
2001: Hartwell, Hunt, Nurse · 
2002: Brenner, Horvitz, Sulston · 
2003: Lauterbur, Mansfield · 
2004: Axel, Buck · 
2005: Marshall, Warren ·
2006: Fire, Mello ·
2007: Capecchi, Smithies, Evans ·
2008: Zur Hausen, Barré–Sinoussi, Montagnier ·
2009: Blackburn, Greider, Szostak ·
2010: Edwards ·
2011: Beutler, Hoffmann, Steinman ·
2012: Gurdon, Yamanaka ·
2013: Rothman, Schekman, Südhof ·
2014: O'Keefe, Moser, Moser ·
2015: Campbell, Omura, Tu ·
2016: Osumi ·
2017: Hall, Rosbash, Young ·
2018: Allison, Honjo ·
2019: Kaelin, Ratcliffe, Semenza ·
2020: Alter, Houghton, Rice ·
2021: Julius, Patapoutian ·
2022: Pääbo ·
2023: Karikó, Weissman ·
2024: Ambros, Ruvkun